# Xã Peters, Quận Washington, Pennsylvania
Xã Peters (tiếng Anh: Peters Township) là một xã thuộc quận Washington, tiểu bang Pennsylvania, Hoa Kỳ. Năm 2010, dân số của xã này là 21.213 người.